# Rochester Red Wings
Die Rochester Red Wings sind ein Minor-League-Baseball-Team aus Rochester, New York, das in der International League (IL) in der North Division spielen. Die Red Wings sind das Level-AAA-Minor-League-Team der Minnesota Twins und bestreiten ihre Heimspiele im 13.500 Zuschauer fassenden Frontier Field in Rochester aus.

## Geschichte
Die Rochester Red Wings wurden 1899 gegründet und sind somit das älteste Franchise auf Minor-League-Level in Nordamerika. Das Franchise hat mehrfach ihren Beinamen geändert und tragen ihren Namen Red Wings erst seit 1929. Zuvor liefen sie als Bronchos (1899–1907), Hustlers (1908–1920), Colts (1921) und Tribe (1922–1928) auf.
Bevor die Red Wings 2003 das Minor-League-Team der Minnesota Twins wurden, gehörten sie in ihrer Geschichte zwei anderen MLB-Organisationen an, nämlich den St. Louis Cardinals (1929–1960) und den Baltimore Orioles (1961–2002).
Rochester konnte bislang 20 Minor League Titel gewinnen, 10 davon in der International League. Damit sind sie, zusammen mit den Columbus Clippers, Rekordträger der Liga. Letztmals gelang den Red Wings dies 1997.
Die Red Wings sind Teil des längsten Spiels der Baseball Geschichte. Am 18. April 1981 wurde das Spiel gegen die Pawtucket Red Sox im 32. Inning beim Stand vom 2:2 abgebrochen und erst am 23. Juni 1981, als Rochester erneut gastierte, fortgesetzt. Pawtucket punkteten gleich im ersten Inning und entschieden dadurch das Spiel für sich. Somit wurde der Sieger erst im 33. Inning ermittelt.

### Meisterschaften und Division-Titel im Einzelnen
| Meistertitel | Divisiontitel |
| ------------ | ------------- |
| 1899         | 1988          |
| 1901         | 1990          |
| 1909         | 1993          |
| 1910         | 1995          |
| 1911         | 1997          |
| 1928         |               |
| 1929         |               |
| 1930         |               |
| 1931         |               |
| 1939         |               |
| 1940         |               |
| 1952         |               |
| 1955         |               |
| 1956         |               |
| 1964         |               |
| 1971         |               |
| 1974         |               |
| 1988         |               |
| 1990         |               |
| 1997         |               |

## Stadion
Die Rochester Red Wings spielen seit 1997 im 13.500 Zuschauer fassenden Frontier Field. Vor ihrem Umzug in das Frontier Field spielten sie im Culver Field (1899–1907), Bay Street Ball Grounds (1908–1928) und Silver Stadium (1929–1996). Das Frontier Field wurde 1996 für ca. $35 Mio. fertig gestellt und wird neben Baseball auch für Konzerte genutzt. Beispielsweise traten bereits die Beach Boys und Bryan Adams im Frontier Field auf.
Ebenfalls erwähnenswert ist das im Dezember 2013 ausgetragene Freiluft-Eishockeyspiel der AHL-Vereine der Rochester Americans gegen die Lake Erie Monsters.

## Ehrungen
Die Red Wings haben in ihrer Geschichte folgende Most Valuable Players (MVP) in der International League gestellt:
| Jahr | Spieler           |
| ---- | ----------------- |
| 1929 | Specs Toporcer    |
| 1930 | Specs Toporcer    |
| 1940 | Mike Ryba         |
| 1943 | Red Schoendienst  |
| 1950 | Tom Poholsky      |
| 1966 | Mike Epstein      |
| 1968 | Merv Rettemund    |
| 1970 | Roger Freed       |
| 1971 | Bobby Grich       |
| 1973 | Jim Fuller        |
| 1976 | Rich Dauer        |
| 1988 | Craig Worthington |
| 1994 | Jeff Manto        |
| 2013 | Chris Colabello   |

## Nicht mehr vergebene Trikotnummern
| Nummer | Spieler       |
| ------ | ------------- |
| 26     | Joe Altobelli |
| 36     | Luke Easter   |
| 8222   | Morrie Silver |

## Nachweise
1. ↑  Frontier Field | Rochester Red Wings Frontier Field. Abgerufen am 23. Juni 2017 (englisch).
2. ↑  Red Wings Hall of Fame: K-R | Rochester Red Wings About. Abgerufen am 23. Juni 2017 (englisch).